# Ла Са Ра
Лалгуди Саптариши Рамамрутам (англ. Lalgudi Saptarishi Ramamrutham, 30 октября 1916, Бангалор, Британская Индия — 30 октября 2007, Ченнаи) — выдающийся тамильский прозаик, автор 300 рассказов, 6 романов и 10 сборников эссе. Он получил премию Литературной академии Индии за вклад в тамильскую литературу. Он умер в свой день рождения.

## Ранние годы и образование
Его предки были уроженцами Лалгуди в округе Тируччираппалли и писателями эпохи Маникоди. Всё своё детство и юность он провёл в деревне Айямпеттай недалеко от Канчипурама. Его отец проявлял особую заботу о своём сыне и лично обучал его дома тамильскому и английскому языкам, что привило ему любовь к тамильской и английской классической литературе уже в раннем возрасте. Он начал писать, когда ему было 20 лет, первоначально на английском, а затем перешёл на тамильский. Он проработал в Национальном банке Пенджаба 30 лет и поселился в Ченнаи после выхода на пенсию.

## Профессиональная карьера
Ла Са Ра три года проработал машинисткой в компании Vauhini Pictures, которая затем выпустила серию знаковых фильмов на телугу, таких как «Ванде Матарам», «Сумангали» и «Девата». Именно тогда К. Рамнот, кинорежиссёр из Южной Индии, сказал Ла Са Ра не тратить попусту его дар, указав, что его надежды на карьеру в кино не оправдаются. В конце концов Ла Са Ра стал банкиром, но продолжал писать.

## Награды и признание
В 1989 году он получил премию Литературной академии Индии за «Chintha nathi», сборник автобиографических эссе.